# Jagd um Sekunden
Jagd um Sekunden ist ein Dokumentarfilm des DEFA-Studios für Wochenschau und Dokumentarfilme von Walter Marten und Hans-Joachim Funk aus dem Jahr 1953. Er berichtet vom einzigen gesamtdeutschen Autorennen am Sachsenring.

## Handlung
Der Film beginnt mit einigen Dokumentarfilmaufnahmen aus den Anfängen des Automobilsports um das Jahr 1900. Es folgen Aufnahmen von den traditionellen, deutschen Rennstrecken aus den 1950er Jahren, an den dort stattfindenden Rennen mehrere Hunderttausend Zuschauer teilhaben können. Dazu gehören der Nürburgring, das ADAC-Schauinsland-Rennen, die Avus in der Hauptstadt Deutschlands und der Sachsenring in der DDR, auf dem die DDR-Meisterschaft 1953 ausgetragen wird. Gesamtdeutscher Motorsport ist, wie auch hier, bereits seit Jahren für die Rennfahrer aus Ost und West eine Selbstverständlichkeit.
In einer abgetrennten Werkhalle des Automobilwerks Eisenach (AWE) befindet sich die Rennsportabteilung des Werkes. Hier wird von hochspezialisierten Werktätigen an der Konstruktion der Rennautos gearbeitet. Allein das Auswuchten der Kurbelwelle ist eine Wissenschaft für sich, denn hier darf es keine Unwucht geben. Die Motoren werden aus hunderten Einzelteilen montiert, deren Funktionalität vorher optimiert werden muss. Bereits in der Fertigung, sowie beim anschließenden Test auf dem Prüfstand, beginnt die Jagd um Sekunden. Zu den wichtigen Bauteilen gehören die Zündkerzen des volkseigenen Isolator-Kerzenwerks Neuhaus-Schierschnitz, deren Produktion zum Teil im Film gezeigt wird. Die Erfahrungen der AWE-Mechaniker, die sie beim Bau der Rennmotoren sammeln, kommen beim Hersteller der Zündkerzen auch für die Nutzung in den Gebrauchsfahrzeugen zugute. Als Kraftstoff für die Rennautos wird in Berlin eine besondere Mischung aus Benzin und Alkohol entwickelt. Das Gummiwerk Riesa produziert erstklassige Rennreifen, mit denen die Rennfahrer der DDR und auch ihre Kollegen aus Westdeutschland sehr zufrieden sind. Zuletzt wird der Sitz angepasst, bei dem der Fahrer selbst aktiv mitwirkt.
Der Lärm der 1,5- und 2-Liter Rennautos auf der Autobahn am Wartenberg zeugt davon, dass die Rennwagen des AWE ihre Versuchsrunden drehen. Bei diesen Runden überprüft der Rennleiter mit der Stoppuhr die Leistungen der Konstrukteure, Facharbeiter und Fahrer und berechnet damit die Chancen beim Lauf um die DDR-Meisterschaft auf dem Sachsenring 1953. Im Test werden auch verschiedene Düsen ausprobiert, deren Größe auch vom Wetter abhängig ist. Sogar die Reifenwechsel, bei denen nach den internationalen Rennvorschriften nur zwei Monteure beteiligt sein dürfen, werden geprobt. Mit der Zeit von 27 Sekunden für zwei Reifen, kann der Rennleiter zufrieden sein. Am Wagen von Edgar Barth überprüft dieser die Zündkerzen seines Autos. Ein Blick in das Berufsleben dieses Fahrers zeigt ihn bei seiner Tätigkeit in einer kleinen Strumpffabrik in Herold im Erzgebirge und private Einblicke zeigen ihn, mit seiner Frau, beim Einrichten eines Fotoalbums, mit Bildern von seinen Rennen. Auch Arthur Rosenhammer wird gezeigt, der nicht nur Rennfahrer ist, sondern auch journalistisch für die Zeitschrift Illustrierter Motorsport tätig ist.
Dann ist es so weit, die Rennsportwagen werden verladen und auf den Weg in das Fahrerlager am Sachsenring in Hohenstein-Ernstthal geschickt. Nachdem die Wagen im Zelt des Rennkollektivs verstaut wurden, werden die ebenfalls eingetroffenen Fahrer aus Westdeutschland herzlich begrüßt, zu denen Kurt Ahrens aus Braunschweig und Hans Stuck gehören. Die DDR-Fahrer machen die westdeutschen Kollegen mit den Besonderheiten und gefährlichen Stellen der Rennstrecke bekannt. Anschließend kommt es zu den ersten Trainingsrunden der Fahrer, während die ersten der tausenden Zuschauer sich bereits am Vorabend an der Rennstrecke einfinden. Der Höhepunkt der Rennsportsaison entwickelt sich, wie in den Jahren zuvor, zu einem wahren Volksfest. Während die Fahrer sich zur Nachtruhe begeben, arbeiten die Mechaniker noch so lange, bis die Rennwagen für den nächsten Morgen startklar sind.
Während am nächsten Tag noch weitere Zuschauermassen am Sachsenring eintreffen, bereiten sich die Fahrer für den Start der Formel 2 vor. In der ersten Reihe stehen die Trainingsschnellsten Barth, Stuck und Rudolf Krause. Mit dem grünen Licht beginnt das Rennen um den Sieg der DDR-Meisterschaft 1953 über die Strecke von 104 Kilometern. Es folgen Filmaufnahmen vom Rennen, in dem sich Edgar Barth vom dritten auf den ersten Platz vorkämpft und somit DDR-Meister des Jahres 1953 wird. Auch Arthur Rosenhammer wird Meister in seiner Klasse und vervollständigt damit den großen Triumph des EMW-Rennkollektivs, der mit der Siegerehrung beider Fahrer aus der DDR seinen Höhepunkt erreicht.

## Produktion und Veröffentlichung
Jagd um Sekunden wurde unter dem Arbeitstitel Autorennen auf dem Sachsenring als Schwarzweißfilm auf 35-mm-Filmmaterial gedreht. Der Text stammt von Karl Gass und die fachliche Beratung kam von Arthur Rosenhammer. Die Uraufführung fand am 25. Dezember 1953 statt.
Dem Antrag des DEFA-Außenhandels, diesen Film zur Mannheimer Kultur- und Dokumentarfilmwoche aufzuführen, wurde vom bundesdeutschen Interministeriellen Ausschuss für Ost/West-Filmfragen laut Protokoll vom 26. Mai 1954 ohne Begründung nicht stattgegeben.